# UC-13号潜艇
陛下之UC-13号艇是德意志帝国海军于第一次世界大战期间建造的其中一艘UC-I型近岸布雷潜艇或称U艇。它由不来梅的威悉船厂承建，于1915年5月11日新船下水，至当月15日交付使用。其全长33.99米，水面及水下排水量分别为168吨和182吨，艇载武器则包括六具水雷投放井以及一门8毫米口径机枪。UC-13号入役后曾被部署至驻君士坦丁堡的君士坦丁堡半区舰队，并参与了地中海潜艇战。通过其三次布雷巡逻，共间接致沉3艘协约国或中立国商船，容积总吨累计为344吨。1915年11月29日，UC-13号因恶劣天气在梅伦河口附近搁浅后由其艇内官兵自行装药凿沉。

## 设计
第一次世界大战爆发后，为配合欧洲大陆的战事，德意志帝国海军鱼雷监察局（Inspektion des Torpedowesens）于1914年9月向潜艇监察局（Inspektion des U-Bootwesens）提议，研制小型布雷潜艇用于在法国近岸水域实施水雷封锁。潜艇局随即完成了代号为“35a号工程”的设计方案，即UC-I型潜艇。有别于同时代的大多数潜艇类别，该型潜艇基本上采用单壳体；这意味着艇体全由耐压壳体构成，当中集成了用于下潜的潜水舱。这种结构类型是衍生自19世纪后期德国的第一艘实验性U艇，在当时实际上已显过时。
UC-13号是首批15艘UC-I型方案的其中一艘。这个亚型是基于同时开发的近岸作业潜艇UB-I型发展而来，但体积略大，全长为33.99米，并有3.06米的吃水深度；舷宽则同样限定在3.15米，以满足铁路运输所要求的装载限界。其水上和水下排水量分别为168吨和182吨。艇只搭载有一台功率为80匹公制馬力（59千瓦特）的奔驰制六缸四冲程柴油发动机用于水面运行，以及一台175匹公制馬力（129千瓦特）的西门子-舒克特电动发电机供水下运行；它们用以驱动一根单轴直径为1.08米长的三叶螺旋桨。该艇的潜航深度为50米。
UC-13号在水上的最高速度为6.49節（12.02每小時），在水下的最高航速则为5.67節（10.50每小時）。它可以5節（9.3每小時）的速度在水上巡航910海里（1,690），或以4節（7.4每小時）的速度在水下巡航50海里（93）。作为专用的布雷潜艇，该艇取消了鱼雷发射管，改为六具倾斜式水雷存储井，并可携带12枚UC120型水雷。布雷时只需将存储井底部的盖板打开，水雷便可凭借自身重量滑入水中。此外，在甲板上还配备有一挺8毫米口径机枪作为辅助武器。其标准船员编制为1名军官及13名水兵。

## 历史
UC-13号是由国家海军办公室作为C项战时订单（Kriegsauftrag C）的一部分，于1914年11月23日向不来梅的威悉船厂订购，建造编号为227。艇只于1915年1月28日动工、同年5月11日下水，至当月15日在首度担任艇长的海军中尉约翰内斯·基希纳的指挥下正式交付使用。与同型的大多数姊妹艇一样，UC-13号在完成海试后便于5月20日在基尔进行拆解，并于7月15日通过铁路运抵奥匈帝国军港普拉，继而被编入君士坦丁堡半区舰队。由于意大利当时只对奥匈帝国宣战，德国与意大利并未交恶，因此UC-13号就像其他部署至地中海的德国U艇一样都使用奥匈帝国编号，并在袭击意大利船舶时悬挂奥匈帝国军旗；UC-13号被指定为“U-23号”编入奥匈海军序列，但事实上仍然由德国完全控制。
在君士坦丁堡半区舰队不足半年的服役生涯中，UC-13号参与了地中海潜艇战，共完成了三次布雷巡逻。在此期间，共有协约国或中立国的3艘商用帆船因撞上该艇布设的水雷而沉没，容积总吨累计为344吨。1915年11月12日，UC-13号从君士坦丁堡出发，前往黑海执行第三次行动。十天后，即11月22日，该艇在图阿普谢至索契之间的水域发现了俄罗斯轮船罗斯托夫号（Rostov），遂以甲板炮发动攻击，但后者仅仅受损，仍可自行返港，并未沉没。但注册吨位为1280吨的罗斯托夫号仍然成为UC-13号袭击的最大型船舶。11月29日，由于遭遇恶劣天气，UC-13号在使用推算航法航行时，在博斯普鲁斯海峡以东约55海里（102）的梅伦河口附近搁浅。其船员随即装药凿沉了潜艇，然后由土耳其船舶接回君士坦丁堡。

## 袭击历史摘要
| 日期           | 船名            | 船籍   | 吨位 | 结局 |
| -------------- | --------------- | ------ | ---- | ---- |
| 1915年8月26日  | 萨希娜·诺莉亚号 | 意大利 | 37   | 击沉 |
| 1915年11月22日 | 乌克兰号        | 俄罗斯 | 150  | 击沉 |
| 1915年11月22日 | 罗斯托夫号      | 俄罗斯 | 1280 | 击伤 |
| 1915年11月23日 | 玛鲁西亚·拉娅号 | 俄罗斯 | 157  | 击沉 |

## 脚注
1. ↑  Helgason, Guðmundur. . German and Austrian U-boats of World War I - Kaiserliche Marine - Uboat.net.   [2009-02-20].
2. ↑  Tarrant，第173頁.
3. 1 2 3 4  Gröner 1991，第30-31頁.
4. 1 2  Helgason, Guðmundur. . German and Austrian U-boats of World War I - Kaiserliche Marine - Uboat.net.   [2015-02-09].
5. ↑  陈进，第45頁.
6. 1 2  陈进，第46頁.
7. 1 2  NARS，第61頁.
8. ↑  Sokol，第109頁.
9. 1 2 3  Helgason, Guðmundur. . German and Austrian U-boats of World War I - Kaiserliche Marine - Uboat.net.   [2015-02-09].
10. ↑  Helgason, Guðmundur. . German and Austrian U-boats of World War I - Kaiserliche Marine - Uboat.net.   [2022-07-26].
11. ↑  Messimer，第238頁.